# Gmina Lwówek Śląski
Gmina Lwówek Śląski je polská městsko-vesnická gmina v okrese Lwówek Śląski v Dolnoslezském vojvodství. Sídlem gminy je město Lwówek Śląski. V roce 2020 zde žilo 17 186 obyvatel.
Gmina má rozlohu 239,9 km² a zabírá 33,8 % rozlohy okresu. Skládá se z 28 starostenství.

## Části gminy
Starostenství
Bielanka, Brunów, Chmielno, Dębowy Gaj, Dłużec, Dworek, Gaszów, Górczyca, Gradówek, Kotliska, Mojesz, Nagórze, Niwnice, Pieszków, Płóczki Dolne, Płóczki Górne, Radłówka, Radomiłowice, Rakowice Małe, Rakowice Wielkie, Skała, Skorzynice, Sobota, Ustronie, Włodzice Małe, Włodzice Wielkie, Zbylutów, Żerkowice